# Leonid Teliga

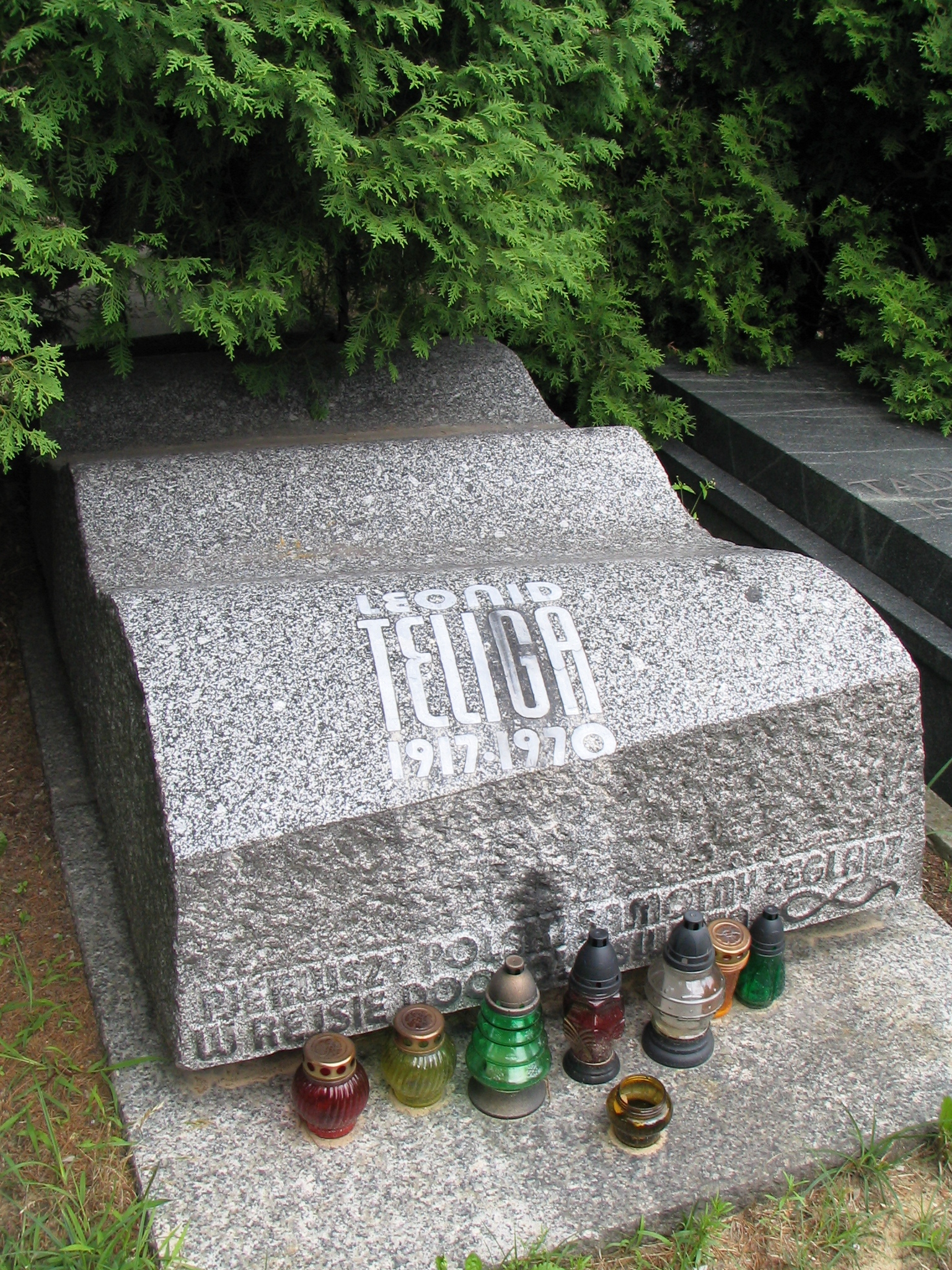
Grób Leonida Teligi na cmentarzu Wojskowym na Powązkach w Warszawie

Leonid Teliga (ur. 14 maja?/27 maja 1917 w Wiaźmie, zm. 21 maja 1970 w Warszawie) – oficer piechoty Wojska Polskiego II RP i Polskich Sił Powietrznych w Wielkiej Brytanii, żeglarz jachtowy, dziennikarz, tłumacz, pisarz, pierwszy Polak, który samotnie okrążył Ziemię na drewnianym jachcie s/y Opty w latach 1967–1969.

## Życiorys

### Dzieciństwo, nauka i praca zawodowa
Leonid Teliga urodził się w Wiaźmie na terenie Rosji w powiecie smoleńskim w rodzinie lekarza Czesława Teligi i Ewy (Eudoksji) z domu Antonow.
Rodzina Czesława wywodziła się z ziemi świętokrzyskiej. Jego przodkowie to m.in. młynarski ród Teligów z podkieleckich Bielin, niemiecka rodzina Hellerów czy angielski klan Founes-Pace’ów, specjalistów hutniczych z Białogonu i Pilicy. Po ukończeniu gimnazjum w Pińczowie studiował medycynę w Moskwie, a potem po wybuchu I wojny światowej pracował jako lekarz w szpitalach wojskowych. W swoim wagonie sanitarnym wywiózł od bolszewików przebranego za sanitariusza ks. Kazimierza Lutosławskiego. Tam też poznał i poślubił Ewę Antonow, pielęgniarkę, „wnuczkę Zajączkowskich, którzy przechowywali polską tradycję”. Małżeństwo nie przetrwało długo – 6 czerwca 1919 roku Ewa wraz z synami Leonidem i Stanisławem (późniejszym dziennikarzem) sprowadziła się do Wolnej Polski, do Grodziska Mazowieckiego. Zajęła lokum przy obecnej ul. Traugutta 3, w budynku sąsiadującym z opuszczoną fabryką octu. Czesław ożenił się ponownie i zmarł we Lwowie w 1938 r.
Leonid uczęszczał do Szkoły Podstawowej nr 2. Interesował się m.in. żeglarstwem. Po maturze chciał studiować medycynę, ale ze względów materialnych musiał porzucić te plany.
Od 20 września 1935 r. do 30 maja 1936 r. był słuchaczem Kursu Podchorążych Rezerwy 8 Dywizji Piechoty w 32 pułku piechoty w Pułtusku. Po ukończeniu kursu przyjęty został do Szkoły Podchorążych Piechoty w Ostrowi-Komorowie. W 1938 r., po ukończeniu szkoły, został mianowany podporucznikiem i przydzielony do 44 pułku strzelców Legii Amerykańskiej w Równem. W armii II Rzeczypospolitej żołnierze mogli rozwijać swe zainteresowania, Teliga zdobył uprawnienia sternika morskiego na kursie żeglarskim w Wojskowym Ośrodku Szkoleniowym Yachtingu Morskiego w Jastarni w 1938 roku.
Macierzysty pułk Teligi został zmobilizowany 14 sierpnia 1939 roku i wysłany pod Bydgoszcz z przeznaczeniem (w składzie 13 Dywizji Piechoty) do Korpusu Interwencyjnego, mającego przeciwdziałać niemieckim zamiarom opanowania Gdańska. Niemcy Gdańska nie zdobywali, lecz zaatakowali Polskę. 1 września dywizję zaczęto przewozić pod Tomaszów Mazowiecki. Podczas kampanii wrześniowej Teliga walczył z pułkiem w rejonie Tomaszowa Mazowieckiego (6 i 7 września) gdzie został ranny.
Następnie z pułkiem przedostał się na Wołyń, gdzie dostał się do niewoli sowieckiej, prawdopodobnie zataił tam stopień oficerski, przez co nie został potraktowany jak oficer i wywieziono go w głąb ZSRR, gdzie po rocznym kursie szyprów pływał na statkach jako rybak na Krymie. Po ataku Niemiec na ZSRR, brał udział w ewakuacji Krymu i portów azowskich, pływał też na Donie, Morzu Azowskim i Morzu Czarnym. W 1942 zgłosił się do formowanej Armii Polskiej w ZSRR, z którą wydostał się do Wielkiej Brytanii. Podobnie jak wielu innych żeglarzy, został skierowany do lotnictwa, jako osoba o szczególnie przydatnych cechach, takich jak: samodzielność, silny charakter, umiejętność panowania nad sprzętem i żywiołami, a przede wszystkim znajomość nawigacji. Po przeszkoleniu w Kanadzie latał w polskim 300 dywizjonie bombowym Ziemi Mazowieckiej jako strzelec pokładowy. Dwukrotnie został odznaczony Medalem Lotniczym.
W 1947 roku wrócił do Polski. Pracował jako dziennikarz, aktor, autor i tłumacz, a w wolnych chwilach również jako instruktor żeglarstwa – najpierw w Warszawie, a następnie, po przeprowadzce na stałe do Gdyni, już jako instruktor żeglarstwa morskiego w klubie „Gryf”. Jednak przy wielu nadarzających się okazjach starał się wracać do rybołówstwa, łącząc pracę z przyjemnością. Pływał jako dziennikarz z polskimi rybakami nawet na Dalekim Wschodzie, gdzie pracował z ramienia Polski w misjach rozjemczych ONZ w Korei i Laosie, oraz we Włoszech, podczas pracy jako attaché prasowy ambasady.

## Samotny rejs

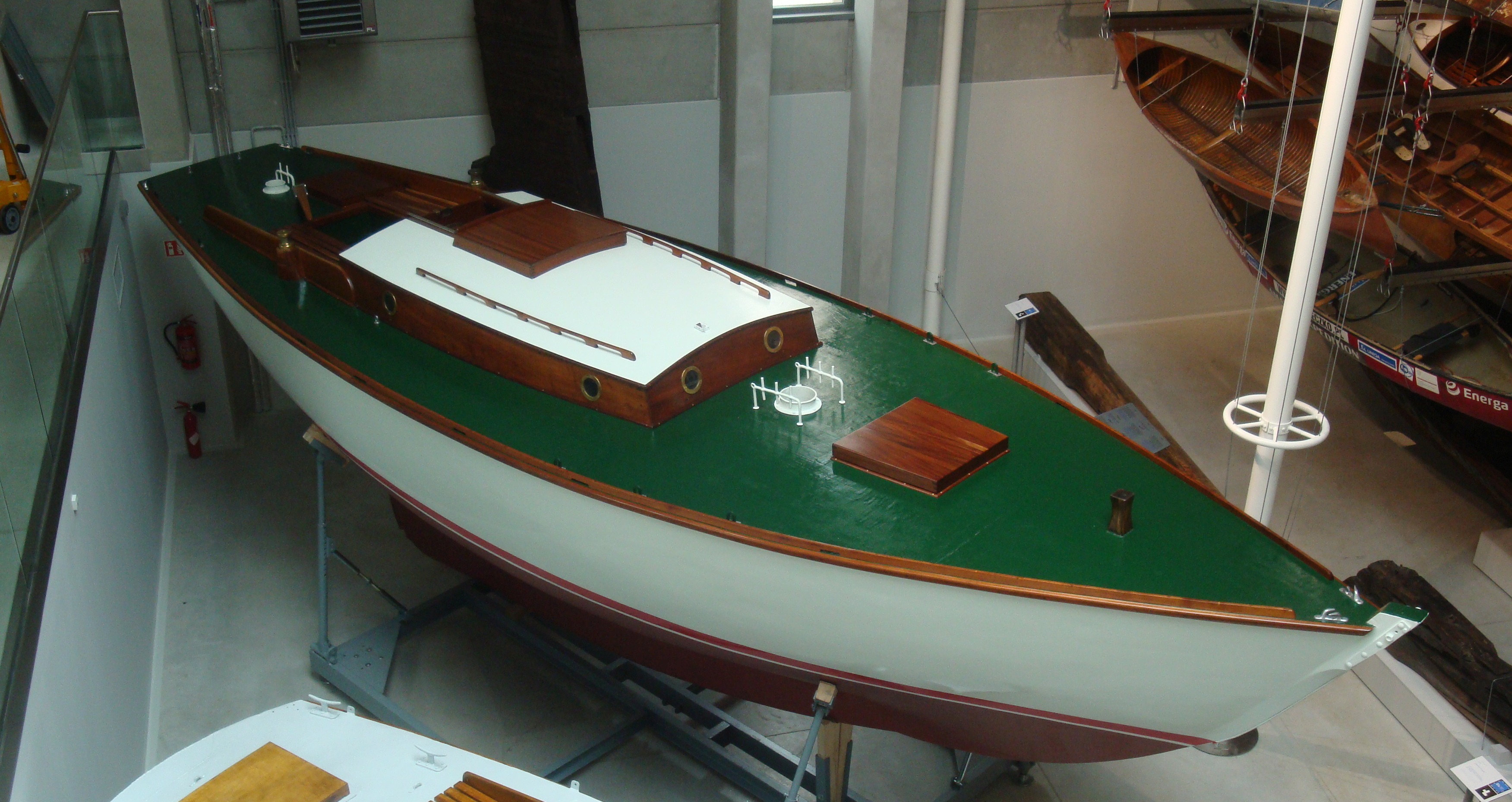
Jacht "Opty" na wystawie w Centrum Konserwacji Wraków Statków w Tczewie

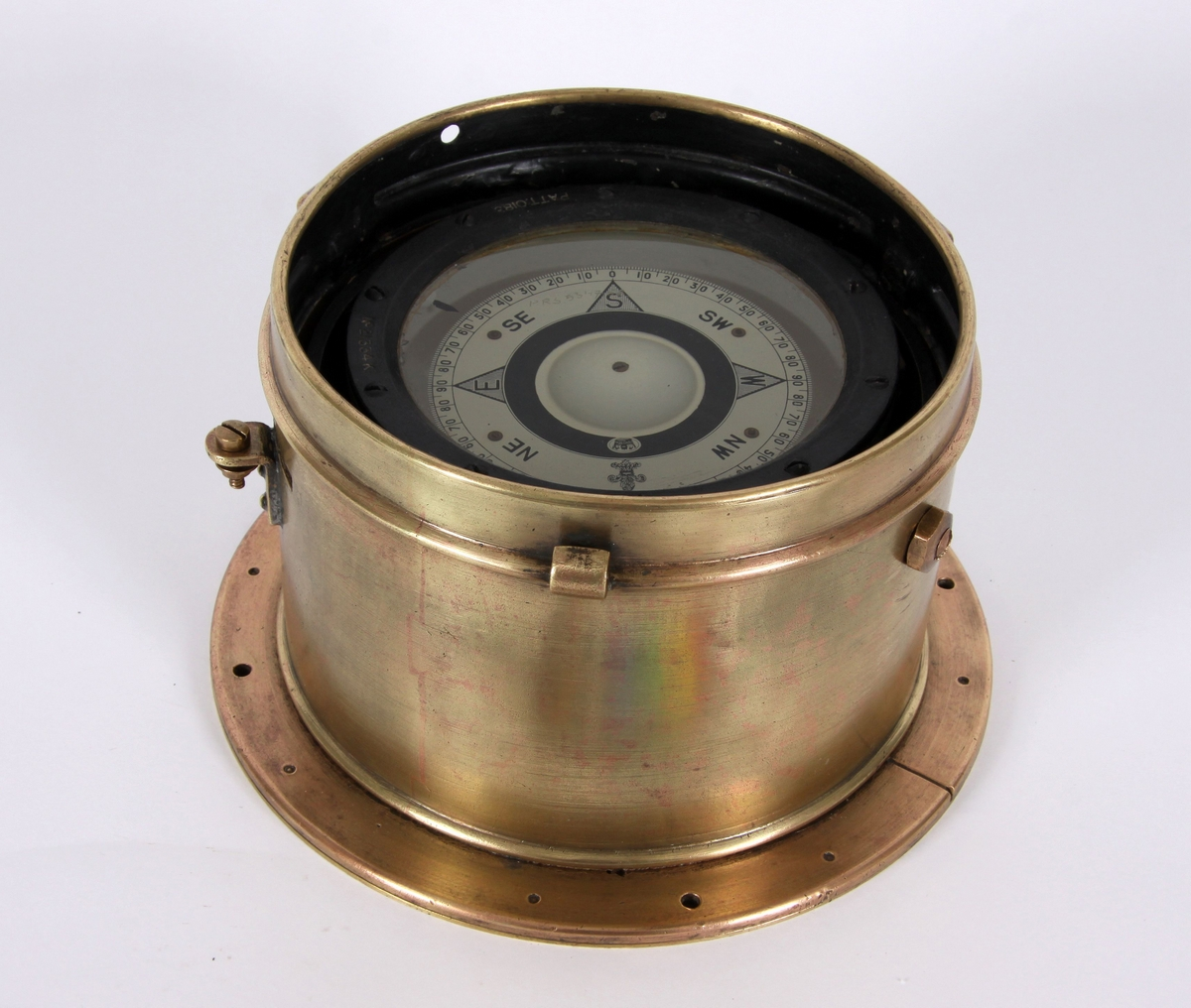
Kompas mokry, wchodzący w skład oryginalnego wyposażenia jachtu „Opty” podczas samotnego wokółziemskiego rejsu Leonida Teligi

Planowany od dawna zamiar samotnego rejsu wokół globu postanowił zrealizować wyłącznie własnymi siłami. Teliga bazując na swoich oszczędnościach, zbudował jacht „Opty”. Jachty tego typu były udaną i sprawdzoną konstrukcją jachtu pełnomorskiego, nota bene pierwszą polską, opracowaną jeszcze przed II wojną. Jak na tamte czasy, jacht był dość dobrze wyposażony w sprzęt dodatkowy, jak: tratwa pneumatyczna, plastikowy niezatapialny bączek do komunikacji z lądem, aparatura sygnalizacyjna czy radio. Maszty i bomy były co prawda jeszcze drewniane, lecz olinowanie i okucia już nierdzewne, a bogaty komplet żagli wystarczał na wszystkie rodzaje wiatrów. Sprzęt nawigacyjny odpowiadał przepisom i rzeczywistym potrzebom żeglugi oceanicznej. Jacht nie był jednak wyposażony w radiostację.
Chociaż wiele osób i instytucji przyczyniło się do pomocy w tym przedsięwzięciu, jak PZŻ, PMH, czy Marynarka Wojenna, szczególnie w jego fazie końcowej, to jednak główny ciężar prac i finansów przez długi czas ponosił sam żeglarz-armator. Mówiono, że w tym właśnie celu Teliga sprzedał nawet swoje mieszkanie.
Do Casablanki jacht dowiózł na pokładzie statek MS Słupsk. Rejs „Opty” rozpoczął się 25 stycznia 1967, a trasa wiodła z Casablanki na zachód, uczęszczanymi szlakami. U wejścia do Kanału Panamskiego doszło do przykrego incydentu – potrzeba było 11-dniowych targów z amerykańską administracją Kanału, zanim przepuszczono Polaka. Interweniowała polska ambasada w Waszyngtonie, a Teligę wzięła w obronę nawet prasa światowa. Incydent spowodował jednak, że Teliga zmienił przebieg planowanej trasy, ponieważ wszystko wskazywało, że podobne nieprzyjemności czekają go też w Australii, gdy po długim oczekiwaniu na Fidżi przyszło zezwolenie na jak najkrótszy pobyt „tylko w celu niezbędnych napraw i zaopatrzenia”.
Wyprawa Teligi trwała dosyć długo, m.in. z powodu konieczności dokonywania po drodze szeregu napraw jachtu, jednak atmosfera pobytu w portach była dobra. W tamtych czasach tego typu przedsięwzięcia wciąż jeszcze należały do rzadkości i o wyprawie Teligi było na tyle głośno, że wszędzie był uroczyście witany (prawie zawsze w portach spotykał Polaków), mianowano go honorowym członkiem wszystkich kolejnych jachtklubów, które były na jego trasie, a na oceanach był często rozpoznawany przez załogi jachtów i statków wszystkich możliwych bander.
Nie wiadomo, co tak naprawdę skłoniło kapitana do odbycia ostatniego etapu rejsu jednym skokiem – może spodziewane nieprzyjemności natury administracyjnej, a może rozwijająca się choroba nowotworowa, którą Teliga próbował zwalczyć, mobilizując swój organizm samotnym rejsem. Pewne jest jednak, że na etap przez pół świata – z Fidżi (na Oceanie Spokojnym) do Dakaru (w Afryce Zachodniej), bez zawijania po drodze do portów, Teliga zdecydował się świadomie, uprzedzając listownie, że na wiele miesięcy urwie się z nim kontakt. „Opty” wyruszył z wysp Fidżi 29 lipca 1968 i przepadł niemal bez wieści w bezmiarze oceanów – był jedynie z daleka widziany (co nie znaczy rozpoznany) przez kilka jednostek.
Dopiero koło Kapsztadu (do którego z przyczyn politycznych nie wolno było Telidze zawinąć) nastąpiło przypadkowe spotkanie z jachtem turystycznym należącym do RPA – Teliga, któremu brakowało wtedy już wielu podstawowych rzeczy, został obsypany przez załogę jachtu wszelkimi możliwymi prezentami i ruchomymi elementami wyposażenia tej jednostki (dostał nawet tak cenne dla niego w tym momencie rzeczy, jak świeże kanapki i napoczętą paczkę papierosów) i dowiedział się, że o jego rejsie jest głośno i wszyscy go szukają.
Trasa tego pojedynczego skoku – 13 260 mil do portu w Dakarze, zabrała Telidze 165 dni żeglugi – pobił tym samym rekord czasu trwania nieprzerwanej samotnej żeglugi oceanicznej, należący od 85 lat do Amerykanina Bernarda Gilboya, który w ciągu 163 dni przepłynął 6 tys. mil, próbując dotrzeć z Kalifornii do Australii (znaleziono go na morzu wycieńczonego).
5 kwietnia 1969 na Wyspach Kanaryjskich Teliga przeciął kurs, którym w lutym 1967 zdążał z Las Palmas w kierunku Barbados (Małe Antyle) – okrążenie kuli ziemskiej zabrało mu 2 lata i 2 miesiące.
Rejs zakończył się 30 kwietnia 1969 w Casablance.
W Warszawie na Teligę czekała na płycie lotniska karetka pogotowia. Na późniejszych zdjęciach prasowych widać twarz człowieka walczącego z chorobą. Mimo operacji, zmarł 21 maja 1970, a jego jacht wrócił do kraju na pokładzie statku MS „Orłowo”.
Został pochowany na cmentarzu Wojskowym na Powązkach w Warszawie (kwatera A32-2-8).
Honorowy obywatel Grodziska Mazowieckiego.

## Twórczość literacka
Teliga jest autorem blisko 30 (tłumaczonych na wiele języków) książek, słuchowisk radiowych, wierszy, opowiadań, a rejsu dookoła świata dotyczyły:
- Opty – od Gdyni do Fidżi – 1970
- Opty – od Fidżi do Casablanki – 1970
- Samotny rejs Opty – 1973 i 1976

Dwie pierwsze książki (broszurki z cyklu Miniatury Morskie) Teliga ukończył samodzielnie. Samotny rejs Opty, relacja całościowa z rejsu, powstała po śmierci autora; materiały żeglarza oraz fragmenty jego dziennika jachtowego scalił i opracował starszy brat autora Stanisław Teliga, wspierający go przez cały rejs i również związany ze środowiskiem żeglarskim.
Lektura „Samotnego rejsu” jest miejscami trudna. Teliga, pochodzący z biednej robotniczej rodziny, był niewątpliwie związany ze środowiskiem lewicowym w Polsce i w dobrych układach z władzą. Trudno określić, na ile szczere, a na ile z konieczności zawarte są w jego książce opisy spotkań z marynarzami – jeśli jest to jednostka bandery zachodniej, to mowa tylko o sympatycznych gestach pozdrowienia, natomiast przy spotkaniach (kilkakrotnych) z jednostkami sowieckimi „skurcz wzruszenia chwytał za gardło”. Teliga notorycznie słuchał w czasie rejsu radia Moskwa, odbierając jego fale nawet na antypodach. Jeśli jednak odrzuci się tę całą ideologiczną otoczkę, to z pozostałej części lektury widać, jak wielką wiedzą i doświadczeniem musiał się charakteryzować ten żeglarz, skoro porwał się na tak trudny, samotniczy rejs bez wsparcia po drodze, na małym i w dodatku drewnianym jachcie. W tamtych czasach był to duży wyczyn.

## Znaczenie
Rejs „Opty” dopisał Teligę do listy kilkunastu żeglarzy z pięciu krajów, którzy przed nim opłynęli samotnie kulę ziemską i był przedsięwzięciem prawie całkowicie indywidualnym, począwszy od etapu przygotowań. Teliga świadomie i celowo starał się nie uzależniać od żadnej instytucji w przygotowaniach do rejsu, nie chciał również, aby mu pomagano w trakcie samej wyprawy (podczas gdy niektórzy inni żeglarze mieli cały czas zapewnioną pomoc, np. w postaci zaopatrzenia w kolejnych portach, czy ubezpieczania inną większą jednostką samego rejsu), a przed startem podkreślał, że nie zamierza niczego udowadniać, zdobywać, ani z niczym konkurować. Prosił, aby z jego wyprawy nie robiono cyrku. Nie zmieniło to jednak faktu, że na Teligę po powrocie czekały liczne medale i wyróżnienia z Krzyżem Komandorskim Orderu Odrodzenia Polski włącznie, a władze nie mogąc w inny sposób podłączyć się pod sukces Teligi sugerowały, że korzystał on ogólnie z całego 50-letniego dorobku polskiego żeglarstwa. Z powrotu Teligi do kraju, planowano urządzić rodzaj festynu państwowego, święta morza, z całą kawalkadą jednostek eskortujących samotnika od wysokości Helu do portu w Gdyni oraz rozbudowanym harmonogramem dodatkowych uroczystości. Stan zdrowia Teligi pokrzyżował jednak te plany.

## Upamiętnienie

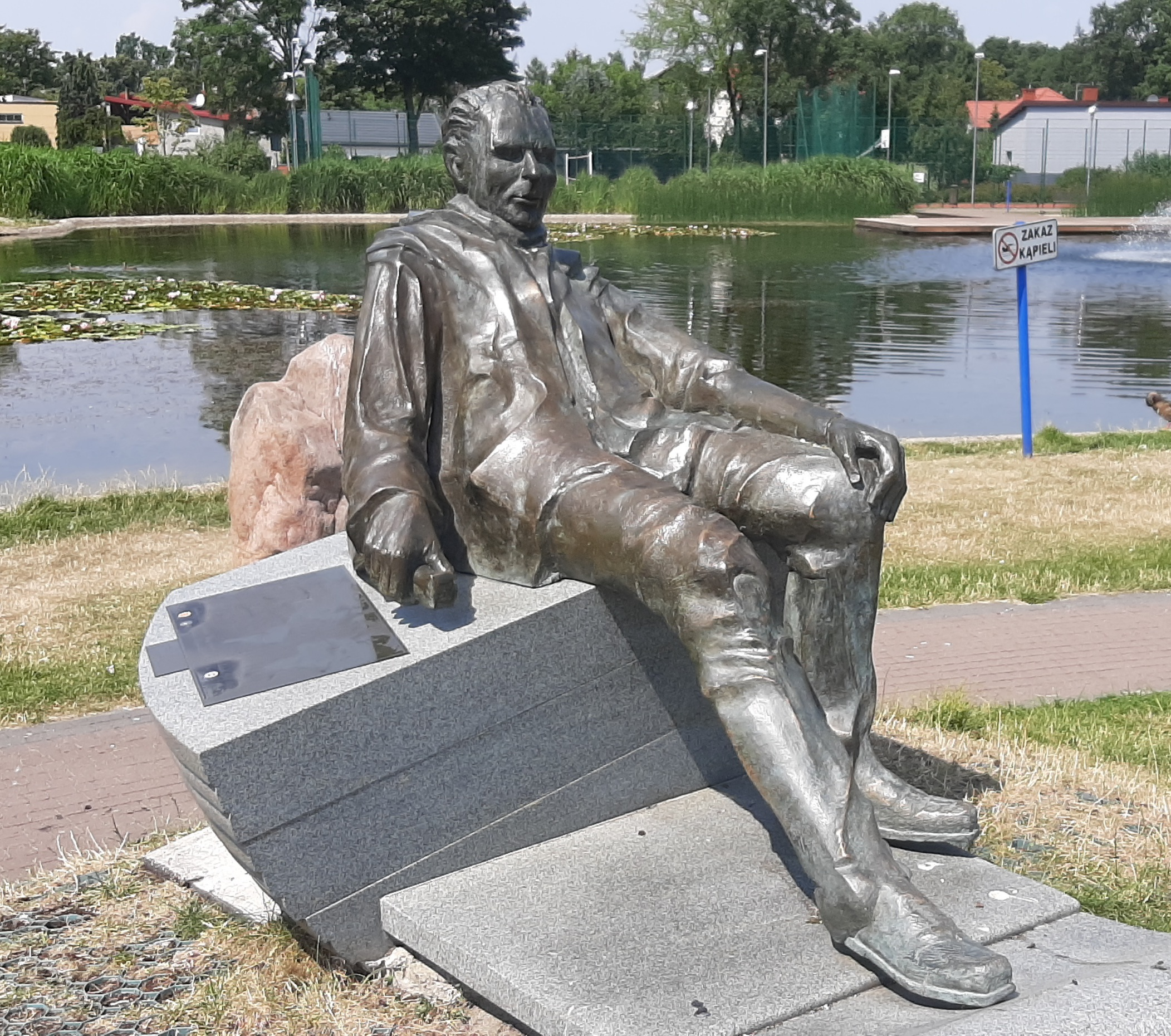
Pomnik Leonida Teligi w Grodzisku Mazowieckim

- Dla uczczenia pamięci Leonida Teligi redakcja miesięcznika „Żagle” od 1971 corocznie przyznaje nagrodę im. Leonida Teligi za wybitne zasługi w popularyzacji żeglarstwa w Polsce[5].
- Od czerwca 1970 roku imię Leonida Teligi nosiła Szczecińska Stocznia Jachtowa w Szczecinie.
- W ostatnich latach swojego życia Teliga mieszkał w Warszawie, w bloku przy ul. Marzanny 1 róg Woronicza (obecna dzielnica Mokotów), co upamiętnione jest tablicą na tym budynku.
- W Morskiej Stoczni Jachtowej w Szczecinie zbudowano jacht typu Antares o imieniu Leonid Teliga.
- Leonid Teliga jest patronem Yacht Clubu OPTY z siedzibą w Chełmie Śląskim przy ulicy jego imienia.
- Od 9 czerwca 1973 imię Leonida Teligi nosi Szkoła Podstawowa nr 3 w Myśliborzu[6].
- Od 28 maja 1976 imię Leonida Teligi nosi Szkoła Podstawowa nr 5 w Grodzisku Mazowieckim[7].
- Na 100 rocznicę urodzin Leonida Teligi na Stawach Goliana w Grodzisku Mazowieckim odsłonięto jego pomnik[8].
- Imię Leonida Teligi nadano głównej ulicy w nowo zbudowanym osiedlu mieszkaniowym Nowy Prokocim w Krakowie.
- Imię Leonida Teligi nosi jedna z ulic Grodziska Mazowieckiego.
- Imię Leonida Teligi nosi jedna z ulic Kutna.
- Imię Leonida Teligi nosi jedna z ulic Torunia.
- Imię Leonida Teligi nosi hufiec ZHP w Grodzisku Mazowieckim[9].
- Od czerwca 1971 roku imię Leonida Teligi nosi Szkoła Podstawowa nr 1 w Ustce[10].
- Od 9 maja 1978 roku imię Leonida Teligi nosi Szkoła Podstawowa w SP 40 w Gdańsku Św. Wojciechu[11]
- Od 7 czerwca 1986 roku imię Leonida Teligi nosi Szkoła Podstawowa w Lini[12].
- Imię Leonida Teligi nosi ulica w Wodzisławiu Śląskim, w dzielnicy Wilchwy.
- Imię Leonida Teligi nosiła Szkoła Podstawowa nr 33 w Bydgoszczy, która już nie istnieje
- Imię Leonida Teligi nosiła Szkoła Podstawowa nr 149 w Warszawie przy ul. Kobielskiej 5, jedna z tysiąclatek, szkoła nie istnieje[13]
- Imię Leonida Teligi nosi nazwa ulicy w Warszawie na Ursynowie.[14]